# Džambalyn Ganbold
Džambalyn Ganbold nebo Ganbold Džambal (* 6. září 1959) je bývalý mongolský zápasník.

## Sportovní kariéra
Pochází z ajmagu Uvs z dörvötské kočovné rodiny. Od dětství se věnoval tradičnímu mongolskému zápasu böch. V tradičním mongolském zápasu je několikanásobným mistrem svého regionu. Do mongolské samistické a judistické reprezentace byl vybrán počátkem osmdesátých let dvacátého století. V sambu je dvojnásobným mistrem světa z let 1982, 1986 ve velterové váze do 74 kg. V judu mu v počátku jeho kariéry nepřála politická situace jeho země. Mongolsko bojkotovalo olympijské hry v Los Angeles v roce 1984 a Asijské hry v Soulu v roce 1986. Na olympijských hrách startoval v roce 1988 a 1992 a v obou případech vypadl v úvodním kole. Sportovní kariéru ukončil v roce 2001. Věnuje se trenérské a funkcionářské práci.

## Výsledky

### Judo
| Turnaj            | 1983        | 1984        | 1985       | 1986       | 1987       | 1988       | 1989                  | 1990                  | 1991                  | 1992                  | 1993                     | 1994                     | 1995                     | 1996                     | 1997                     | 1998                     |
| Turnaj            | 23          | 24          | 25         | 26         | 27         | 28         | 29                    | 30                    | 31                    | 32                    | 33                       | 34                       | 35                       | 36                       | 37                       | 38                       |
| Turnaj            | polostřední | polostřední | lehká váha | lehká váha | lehká váha | lehká váha | polostřední / střední | polostřední / střední | polostřední / střední | polostřední / střední | střední / polotěžká váha | střední / polotěžká váha | střední / polotěžká váha | střední / polotěžká váha | střední / polotěžká váha | střední / polotěžká váha |
| ----------------- | ----------- | ----------- | ---------- | ---------- | ---------- | ---------- | --------------------- | --------------------- | --------------------- | --------------------- | ------------------------ | ------------------------ | ------------------------ | ------------------------ | ------------------------ | ------------------------ |
| Olympijské hry    |             | —           |            |            |            | úč.        |                       |                       |                       | úč.                   |                          |                          |                          | —                        |                          |                          |
| Mistrovství světa | úč.         |             | 5.         |            | —          |            | úč.                   |                       | —                     |                       | —                        |                          | —                        |                          | —                        |                          |
| Asijské hry       |             |             |            | —          |            |            |                       | —                     |                       |                       |                          | ?                        |                          |                          |                          | 5.                       |
| Mistrovství Asie  |             | —           |            |            |            | —          |                       |                       | ?                     |                       | ?                        |                          | ?                        | ?                        | ?                        |                          |

### Sambo
| Turnaj            | 1982 | 1983 | 1984 | 1985 | 1986 |
| Turnaj            | 23   | 24   | 25   | 26   | 27   |
| Turnaj            | -74  | -74  | -74  | -74  | -74  |
| ----------------- | ---- | ---- | ---- | ---- | ---- |
| Mistrovství světa | 1.   | —    | 2.   | —    | 1.   |